# Tekki
Tekki (鉄騎 Tekki?, “jinete de hierro”) es una serie de katas del estilo Shotokan de karate, que fueron renombradas desde “Naihanchi” por Gichin Funakoshi. Antes de la invención de los Heian por Ankō Itosu, los Tekki eran las katas principales que se aprendían en las escuelas de Tomari-te y Shuri-te, bajo el nombre de "Naihanchi" lo cual indica su importancia.

## Etimología
En su libro de 1922 To-te: Ryūkyū Kenpō (唐手 琉球拳法?), Gichin Funakoshi llamaba a esta serie de katas Naihanchi (ナイハンチ?) y atribuye la forma a lo que él llamó Shōrei-Ryu (昭霊流?). De manera parecida Chōki Motobu los llamaba Naihanchi en su libro de 1926 Okinawa Kenpō To-te Jutsu (沖縄拳法唐手術?).
Hacia 1936, Gichin Funakoshi empezó a referirse a esta forma como Kibadachi (騎馬立 / キバ ダチ?) o “postura de jinete”, aún usando el nombre original Naihanchi.
En el «Karate-do Kyohan, The Master Text» de 1973, una traducción de 1956 de la segunda edición del Kyohan, no hay ya ninguna mención a Naihanchi, llamando “Tekki” a la forma por su “característica postura de jinete (kiba-dachi)”. Aparte de la referencia del Shōrei-Ryu, ninguno de estos libros atribuye el kata a ninguna fuente ni practicante en particular.

## Historia
Las raíces de este kata se remontan a Sokon Matsumura, quien lo aprendió de un chino que vivía en Tomari.[cita requerida]
De Matsumura lo aprendió Ankō Itosu, quien se cree que cambio el kata original. Este kata fue tan importante en el "te", "Tui-di" o karate antiguo, que Kentsu Yabu (un estudiante de Itosu e instructor de artes marciales en la escuela prefectural de profesores de Okinawa) frecuentemente les decía a sus alumnos:

Kata wa Naihanchi ni hajimari, Naihanchi ni owaru
El kata comienza y termina con Naihanchi
Taidan: Kindai Karatedo no Rekishi wo Kataru

Yabu les exhortaba a que practicaran 10.000 veces el kata para hacerlo suyo. Incluso Funakoshi contaba en su autobiografía que pasó un total de 10 años aprendiendo y practicando las tres Naihanchi cuando estudiaba con Itosu. Antes de que Itosu creara los Pinan (Heian), Naihanchi se solía enseñar primero en las escuelas Tomari-te y Shuri-te, lo cual es reflejo de la importancia que tenía.
Las referencias más antiguas de Naihanchi se encuentran en los libros de Chōki Motobu, quien decía que este kata era importado de China, pero no se practicaba ya allí. Motobu aprendió el kata de Sokon Matsumura, Sakuma Pechin, Ankō Itosu y Kosaku Matsumora. Motobu enseñó su propia interpretación de Naihanchi, que incluía el te (una forma okinawense de arte marcial que sería absorbida por el karate) incluyendo las técnicas de agarre, luxación, lanzamiento, y derribo, incluidas en sus varios movimientos.
En los comienzos del entrenamiento de karate, era una práctica común para un estudiante pasarse 2-3 años haciendo nada más que Naihanchi/Tekki, bajo la estricta mirada de su maestro. El maestro Chōki Motobu, famoso por sus peleas de joven en el barrio rojo, acreditaba que el kata contenía todo lo que se necesita saber para ser un peleador competente.
La serie Tekki fue renombrada por Gichin Funakoshi desde un kata más antiguo, Nifanchin, traído desde Okinawa vía Fuzhoy, China, en algún punto de la larga historia de comercio entre los dos reinos. Se dividió en tres segmentos, posiblemente por Ankō Itosu, Tokumine Pechin o Chōki Motobu. El kata se realiza completamente en Kiba dachi.va como se batirá

## Katas
1. Tekki Shodan
2. Tekki Nidan
3. Tekki Sandan